# Isza balikesiri bej
Isza, azaz Jézus (1380 – 1406) az Oszmán Birodalom részuralkodója, balikesiri bej volt (1402 – 1405/1406), miután apját, I. Bajazidot Timur Lenk az ankarai csatában legyőzte és magával hurcolta Szamarkandba.